# Thomas Hansen Erslew
Thomas Hansen Erslew (10. november 1803 – 17. marts 1870) var en dansk litteratur- og personalhistoriker.

## Opvækst og tidlig karriere
Thomas Hansen Erslew blev født i Randers som eneste søn af købmand Niels Christensen Erslew og Christiane Charlotte (født Boje), der begge døde, inden Erslew var voksen.
1821 dimitteredes han fra Aalborg Katedralskole, tog 1822 anden eksamen og kastede sig derefter med iver over litterære sysler; allerede i sin skoletid havde han anonymt udgivet forskellige småting, nu blev han en flittig medarbejder ved Den cimbriske Mercur i Aalborg, til hvilken han leverede bidrag af meget forskellig art, originale fortællinger, historiske skildringer, blandinger osv.; men hvad der især fyldte hans interesse var arbejdet på en fortsættelse af det da nylig udkomne Rasmus Nyerups og Jens Edvard Krafts Litteraturlexikon.

## Livet på landet
Dog snart sagde han hovedstaden farvel og dermed også dette arbejde; 4. oktober 1824 holdt han bryllup med Sara Gylding (født i Horsens 7. januar 1797), datter af købmand Niels Ole Gylding og Ellen Kirstine (født Hein), og flyttede til Favrgaard, en mindre landejendom i Odder, som han havde købt for arven efter sine forældre.
Her henlevede Erslew nogle år, der var lidet glædelige; han var aldeles ikke landmand og havde ikke engang interesse for landvæsenet; derimod var han en god selskabsbroder. Følgen blev, at hans økonomiske omstændigheder blev uslere for hvert år, der gik, og de blev ikke bedre, da han med tab solgte Favrgaard og købte Kejlstrupgaard (Vedslet Sogn).
1836 afhændede han efter sin hustrus råd denne og flyttede tilbage til København. Her fik den nu fattige mand snart noget arbejde, idet han leverede bidrag til Niels Christian Østs Materialier og andre litteraturhistoriske skrifter; men først 1840 lykkedes det ham at få sikret udgivelsen af det arbejde, der skulle blive hans livs opgave.

## Almindeligt Forfatterlexikon etc
Forlagsforeningen, hvis formand var boghandler Jacob Deichmann, ønskede nemlig en fortsættelse af Nyerups Lexikon, og dette arbejdes udførelse blev overdraget Erslew, efter at han havde leveret nogle prøveartikler. Et noget nærgående tilsyn med arbejdet slap han efterhånden for, og honoraret, der ydedes ham, fik snart en forbedring ved tilskud af statskassen.
1841 udkom da 1. hæfte af Almindeligt Forfatterlexikon for Kongeriget Danmark med tilhørende Bilande fra 1814 til 1840, der 1853 forelå færdigt i 3 bind og allerede næste år fortsattes med 1. hæfte af et Supplement til leksikonet, der sluttedes 1868 med 3. bind og omfatter alle forfattere indtil 1853, mens artiklerne for hver enkelts vedkommende er ført ned til tidspunktet for hæfternes fremkomst.
I disse 6 bind har Erslew nedlagt resultatet af et kolossalt arbejde, til hvis fuldførelse han havde de nødvendige betingelser: utrættelig flid og en sjælden hukommelse. Hans værk har den egenskab, som ved slige værker er den vigtigste: Pålidelighed, og der er i det med mageløs nøjagtighed samlet en sådan mængde af data, såvel litterære som personalhistoriske og genealogiske, at man vanskelig skal rådspørge det forgæves om emner, der falder inden for dets plan. Erslews forfatterleksikon er blevet en uundværlig håndbog for enhver, der har interesse for den danske Guldalders historie.
I 1847 fik Erslew arbejde i det historisk-genealogiske arkiv og blev samme år kopist i danske Kancellis arkiv, senere selvstændig bestyrer af kultusministeriets arkiv, hvilken stilling forbeholdtes ham under de senere i arkivforholdene indtrådte forandringer; 1857 fik han titel af virkelig kancelliråd som trøst for, at en anden blev ham foretrukken som chef for Justitsministeriets arkiv; denne titel var ham dog misundt af adskillige.
Erslew døde 17. marts 1870. 1864 havde han mistet sin hustru, der var en trofast støtte for den upraktiske, beskedne og tilbageholdende mand.